# رایموند بادو
رایموند بادو (مجاری: Rajmund Badó؛ ۱۵ اوت ۱۹۰۲ – ۳۱ دسامبر ۱۹۸۶) کشتی‌گیر اهل مجارستان بود.